# Galerie Opatov
Galerie Opatov byla pražská galerie, kterou založil v prosinci 1984 Jaroslav Krbůšek.

## Historie
Vznik galerie souvisí časově se zákazem Jazzové sekce, která mimo publikací o hudbě vydávala také samizdatové edice výtvarnických monografií Situace (s doprovodnými texty Karla Srpa) a pomáhala tak narušit nedobrovolnou izolaci výtvarníků, kteří nemohli vystavovat. Tehdejší aktivní člen Jazzové sekce Jaroslav Krbůšek se rozhodl prolomit tuto izolaci ještě více a založil vlastní polooficiální galerii.
Prostor k výstavám vytvořil v předsálí tehdejšího Obvodního kulturního střediska na pražském Jižním Městě, které původně k těmto účelům nebylo určeno ani zařízeno. Bylo spojeno s obvodní knihovnou, která zde provozovala Artotéku. Na stěnách tak visely oficiálně schválené a v katalogu knihovny evidované originály grafických listů výtvarníků schválených režimem, které si čtenáři mohli vypůjčit. Tím se zdůvodňovalo, že momentálně mohou být stěny po rozpůjčovaných obrazech prázdné. 
Pro vznik a fungování galerie byly příznivé také další okolnosti – její poloha vzdálená od centra Prahy, a proto méně vystavená pozornosti stranických orgánů a zejména dlouhotrvající nemožnost zdejší výtvarné komunity vystavovat v oficiálních výstavních síních, které kontroloval normalizační Svaz českých výtvarných umělců.
Kolem galerie se postupně vytvořilo společenství výtvarníků, teoretiků umění, fotografů, literátů, disidentů a zájemců o výtvarné umění, kteří vernisáže vnímali především jako příležitost k vzájemnému setkávání. Díky fotografce Haně Hamplové jsou vernisáže výstav velmi dobře dokumentovány a soubor fotografií tak tvoří unikátní svědectví o dobové atmosféře, zachycuje neopakovatelné situace i vzácné tváře lidí dnes již nežijících.
V průběhu let zde vystavovala celá řada výtvarníků, zakladatelů mezinárodního renomé českého výtvarného umění z let šedesátých a sedmdesátých, v té době režimem jen trpěných nebo přímo zakázaných.
Ideologický dohled kulturního odboru MěNV Prahy 4 však neustával, a proto některé vernisáže byly zároveň i posledním dnem výstavy, jiné byly zakázány úplně, další později, z nějakých nepochopitelných politických důvodů. V roce 1986 byla těsně před vernisáží zakázána výstava signatářky Charty 77 Olgy Karlíkové a následně Aleše Veselého, v roce 1988 výstava Tomáše Rullera, která pak byla nahrazena významnou performancí 8.8.88 v blízkém okolí galerie. Galerie Opatov, jejíchž název se během doby nepatrně měnil (původně Galerie KS Opatov, pak Galerie studio Opatov), byla svoji razancí a koncepčním výstavním programem ve své době jediným podobným svobodomyslným zařízením v Praze. Galerie pak fungovala až do konce roku 1992, kdy její činnost Jaroslav Krbůšek ukončil.

## Přehled výstav
- 1984 Karel Nepraš
- 1985 Václav Bláha, Eva Kmentová, Anežka Kovalová, Miroslav Koval, Jiří Beránek, Margita Titlová – Vladimír Merta – Václav Stratil, Jiří Načeradský, Milan Grygar, Ivan Žák, František Dvořák
- 1986 Čestmír Kafka, Daisy Mrázková, Josef Hampl, Jiří Mrázek, Jiří Lindovský, Olga Karlíková, Aleš Veselý, Václav Boštík, Michael Rittstein, Jiří Sozanský, Vladimír Novák, Dalibor Chatrný, Jiří Sopko
- 1987 Jaroslav Róna, Květa Válová, Jitka Válová, Adriena Šimotová, Karel Malich, Věra Janoušková, Ivan Ouhel, Jiří Kovanda, Martin John, Vladimír Skrepl, Vladimír Janoušek, Jiří David, Stanislav Kolíbal
- 1988 Ladislav Novák, Jiří Schmidt, Viktor Pivovarov, Milan Knížák, Petr Pavlík, Tomáš Švéda, Kurt Gebauer, Stanislav Diviš, Dana Chatrná, Josef Jankovič, Jiří Beránek, Jiří Načeradský, Jiří Valoch, Tomáš Ruller
- 1989 Olbram Zoubek, Rudolf Sikora, Jan Ungár, Daniel Fischer, Jan Kubíček, Aleš Lamr, Pavel Rudolf, Vladimír Kokolia, Tomáš Císařovský, Inge Kosková, Václav Stratil, Karel Nepraš, Jiří David, Milan Grygar, Jiří Kovanda
- 1990 František Dvořák, Hana Hamplová, Svatopluk Klimeš, Jiří Sopko, Igor Minárik, Rudolf Fila, Aleš Veselý, Zorka Ságlová, Kateřina Štanclová, Miloslav Moucha, Roman Kameš, František Kyncl, Jiří Kubový
- 1991 Adéla Matasová, Antonín Střížek, Jindřich Zeithamml, Eugen Krajčík, Rudolf Valenta, Vladimír Škoda, Jiří Hilmar, Martina Riedlbauchová, Miloš Cvach, Stanislav Zippe, Petr Hrbek, Ivan Kafka, Peter Jörg Splettstösser, Soonja Han
- 1992 Miroslav Koval, Rod Grover, Petr Nikl, František Skála, Petr Kvíčala, Vladimír Merta, Jöel Kermarrec, Jan Kotík, Petr Lysáček, Petr Písařík, Jaroslava Severová, Anežka Kovalová, Václav Boštík, Viktor Pivovarov
- 1992 Závěrečná výstava s názvem ...a závěr

(Václav Boštík, Olga Karlíková, Miroslav Koval, Květa Válová, Jitka Válová, Adriena Šimotová, Karel Malich, Jiří David, Stanislav Kolíbal, Ladislav Novák, Rudolf Sikora, Rudolf Fila, Miloslav Moucha, Roman Kameš, František Kyncl, Jindřich Zeithamml, Vladimír Škoda a Petr Hrbek – kresby, Hana Hamplová – dokumentární fotografie)
- 1994 Ženské domovy (Markéta Othová, Kateřina Vincourová a Veronika Bromová.)

### Autoři textů
Miloš Cvach, Jiří David, František Dvořák, Jiří Fiala, Kurt Gebauer, Jana Geržová, Olaf Hanel, Josef Hlaváček, Ivo Janoušek, Marie Judlová(Klimešová), Magdalena Juříková, Milan Knížák, Jiří Kohoutek, Alena Kohoutová, Josef Kroutvor, Jan Kříž, Vojtěch Lahoda, Josef Malina, Henri Michaux, Miloslav Moucha, Ivan Neumann, Pavel Ondračka, Marcela Pánková, Pavla Pečinková, Arsén Pohribný, Roman Prahl, Jana Reichová, Vladimír Skrepl, Milena Slavická, Marta Smolíková, Marek Stašek, Aleš Svoboda, Jiří Šetlík, Jana Ševčíková, Jiří Ševčík, Kateřina Štenclová, Jiří Tichý, Jiří Valoch, Jaromír Zemina, Igor Zhoř

### Fotografie
Hana Hamplová